# Dusona flavopicta
Dusona flavopicta är en stekelart som beskrevs av Horstmann 2004. Dusona flavopicta ingår i släktet Dusona och familjen brokparasitsteklar. Inga underarter finns listade i Catalogue of Life.